# إليو (فلم)
إليو (بالإنجليزية: Elio) هو فيلم رسوم متحركة أمريكي من نوع الخيال العلمي والمغامرات، من إنتاج استوديوهات بيكسار للرسوم المتحركة لصالح شركة والت ديزني بيكتشرز. يتولى إخراج الفيلم مادلين شرفيان، ودومي شي، وأدريان مولينا. يضم طاقم الأداء الصوتي كلًا من يوناس كيبريب، وزوي سالدانا، وريمي إدجيرلي، وجميلة جميل، وبراد جاريت، وشيرلي هندرسون. تدور أحداث الفيلم حول طفل يبلغ من العمر أحد عشر عامًا يُدعى إليو سوليس (يؤدي صوته كيبريب)، يجد نفسه عن طريق الخطأ سفيرًا بين المجرات لكوكب الأرض، بعد أن اختطفته كائنات فضائية بهدف إجراء أول اتصال مع الأرض وبينما يحاول إليو التأقلم مع الوضع الجديد، يُجبر على تكوين علاقات مع كائنات غريبة الأطوار، والتنقل عبر أزمة كونية ذات أبعاد بين المجرات.
أُعلن رسميًا عن الفيلم خلال "معرض دي23" في سبتمبر 2022، حيث كُشف عن أن أدريان مولينا سيتولى الإخراج، فيما يشارك ماريان دروم في الإنتاج. كما أُعلن عن مشاركة يوناس كيبريب وأمريكا فيريرا في الأدوار الصوتية الرئيسية لتجسيد إليو ووالدته على التوالي. لاحقًا، في يونيو 2023، انضمت جميلة جميل وبراد جاريت إلى فريق التمثيل الصوتي. وفي أغسطس 2024، أُعلن عن مغادرة فيريرا للمشروع نتيجة تضارب في المواعيد، لتحل محلها زوي سالدانا في أداء صوت والدة إليو وانتقال مهام الإخراج إلى دومي شي ومادلين شرفيان، في حين احتفظ مولينا باعتماده كمخرج في المشروع. في نوفمبر 2024، أُعلن عن انضمام ريمي إدجيرلي وشيرلي هندرسون إلى فريق التمثيل الصوتي بينما تولى روب سيمونسن تأليف الموسيقى التصويرية للفيلم.
عُرض فيلم إيليو لأول مرة في مسرح إل كابيتان بهوليوود في لوس أنجلوس بتاريخ 10 يونيو 2025، وطُرح في دور العرض السينمائية بالولايات المتحدة في 20 يونيو 2025. حظي الفيلم بمراجعات إيجابية من النقاد وحقق 120 مليون دولار عالميا مقابل ميزانية قدّرت مابين 150-200 مليون دولار.

## القصة
بعد وفاة والديه، يُصبح الفتى إيليو سوليس يتيمًا وينتقل للعيش مع عمته أولغا، ضابطة في سلاح الجو الأمريكي، التي تخلّت عن حلمها بأن تصبح رائدة فضاء لتربيته. في أحد الأيام، يتسلل إيليو إلى معرض مغلق حول المسبار الفضائي فوياجر 1، حيث تُبهره فكرة وجود حياة خارج الأرض.
تمرّ السنوات، ويبدأ إيليو يتمنى أن يتم اختطافه من قبل الكائنات الفضائية. في كل يوم، يستلقي على الشاطئ منتظرًا، لكن دون جدوى. ذات ليلة، يعبث متنمّران، برايس وكاليب، بجهاز الراديو الخاص به، مما يؤدي إلى شجار يتسبب في إصابة عينه اليسرى، فيضطر لوضع رقعة عليها لمدة أسبوعين. لاحقًا، يتسلل إيليو إلى اجتماع طارئ في القاعدة العسكرية حيث تعمل أولغا، ويستمع إلى نظريات العالم غونثر ميلماك حول إشارات فضائية يزعم أنها ردّ على فوياجر، لكنه يُقابل بالسخرية. يستخدم إيليو لاحقًا جهاز ميلماك لبثّ رسالة، ما يؤدي إلى انقطاع التيار الكهربائي في القاعدة، ويُعرّض عمته لمساءلة صارمة. نتيجة لذلك، تقرر أولغا إرساله إلى معسكر شبابي يضم نفس المتنمرين الذين اعتدوا عليه.
في المعسكر، يفر إيليو من المجموعة في إحدى الليالي، بينما تبدأ القاعدة بتلقي رسائل فضائية تُظهر أنها ردّ مباشر على رسالته. وفي لحظة حرجة، يظهر مركبة فضائية ويختطفه الكائنات الفضائية.
داخل المركبة، يتعرّف إيليو على كائن يُدعى أووو، وهو كمبيوتر فائق الذكاء مائع الشكل، ويُرحّب به في منظمة كونية تدعى "الكوميونيفرس"، حيث تتشارك الكائنات الفضائية معارفها. وبسبب سوء فهم، يُعيّن إيليو سفيرًا لكوكب الأرض، ظنًا منهم أنه من أطلق مسبار فوياجر. قبل أن يتمكن من تصحيح المعلومة، يحضر اجتماعًا طارئًا مع اللورد غريغون، زعيم مرفوض يهدد بغزو المنظمة.
يرغب الكائنات بإعادة إيليو إلى الأرض، لكنه يطلب التفاوض مع غريغون لقبوله فورًا سفيرًا. يُنشئ أووو نسخة مستنسخة من إيليو لتعود إلى الأرض بدلاً منه، وتستعيد أولغا النسخة البديلة من المعسكر، بعد اكتشافها سلوكيات مريبة.
يحاول إيليو التفاوض مع غريغون، لكن المفاوضات تفشل ويُسجن. أثناء محاولته الهروب، يتعرّف على ابن غريغون، غلوردون، ويقرر استخدامه كورقة ضغط. يعود به إلى الكوميونيفرس، ويوافق غريغون على مغادرة المنظمة مقابل عودة ابنه.
يُفصح كل من إيليو وغلوردون عن معاناتهما؛ يشعر إيليو بالوحدة وسوء الفهم، بينما يرفض غلوردون أن يُشكَّل ليكون آلة حرب. يخطط إيليو لاستنساخ غلوردون وإرسال النسخة إلى والده، بينما يُرسل الحقيقي إلى الأرض في مركبة هروب. لكن غريغون يكتشف الخدعة باستخدام قدرات كويستا الذهنية، ويرسل قواته لاستعادة ابنه. تعيد كويستا إيليو إلى الأرض لحمايته، بينما ينطلق غلوردون بالخطأ نحو الأرض.
يصاب إيليو بالإحباط، لكنه يرى عمته تبحث عنه على الشاطئ برفقة إيليو الآخر، وقد أدركت مسبقًا أنه ليس ابن أخيها الحقيقي. بعد المصالحة، يتسللون معًا إلى القاعدة العسكرية، حيث يجدون غلوردون في حالة حرجة داخل المركبة. يعيدون تشغيلها بمساعدة برايس وميلماك، ويتوجهون بها إلى الكوميونيفرس.
يعيدون غلوردون إلى والده، الذي ينقذ حياته بفتح بذلته الفضائية واحتضانه. يعتذر غريغون لابنه وللسفراء، بينما يُرحّب بإيليو مجددًا في الكوميونيفرس. لكنه يرفض الدعوة، معلنًا أن موطنه هو الأرض. تُطمئنه كويستا بأنه لن يكون وحيدًا أبدًا، وتُعيده مع عمته إلى كوكبهم.
في النهاية، يُواصل إيليو وبرايس التواصل مع غلوردون عبر الراديو.

## الطاقم الصوتي
- يوناس كيبريب في دور إليو سوليس: صبي يبلغ من العمر أحد عشر عامًا تم التعرف عليه عن طريق الخطأ من قبل الكائنات الفضائية على أنه سفير الأرض.[1]
- زوي سالدانيا في دور أولغا سوليس: عمة إليو. [1]
- ريمي إدجرلي في دور جلوردون: وهو كائن فضائي يشبه الدودة يصادقه إليو. [2]
- براد جاريت في دور اللورد جريجون: أمير حرب فضائي ضخم يشبه الدودة وسفير وهو والد جلوردون. [1]
- جميلة جميل في دور كويستا، كائنة فضائية سفيرة. [1]
- شيرلي هندرسون بدور أوو، وهو حاسوب فضائي فائق هلامي. [1]

## الإنتاج

### التطوير
في 9 سبتمبر 2022، خلال فعاليات "معرض D23"، أعلنت استوديوهات بيكسار للرسوم المتحركة عن فيلم أصلي جديد بعنوان "إليو". كان من المقرر أن يتولى إخراجه أدريان مولينا، ويقوم بالإنتاج ماري أليس دروم. مثّل هذا الإعلان لحظة بارزة في مسيرة مولينا، حيث كان من المفترض أن يكون "إليو" أول فيلم طويل يخرجه منفردًا، بعد أن شارك سابقًا في إخراج وكتابة فيلم "كوكو" (2017).
في سياق الإعلان، تحدث كل من مولينا ودروم عن فكرة الفيلم، وطرحا تساؤلًا لافتًا: "ماذا لو أخبرناكم أننا لسنا وحدنا في الكون، وأن كل ما سمعتموه عن الكائنات الفضائية كان حقيقيًا؟". وقد أُرفق الإعلان بعرض تقديمي مميز تضمن خللًا مقصودًا في الشاشة، أعقبه ظهور رسالة نصية مزعومة من كائنات فضائية تقول: "أحضرونا إلى قائدكم"، ما أضفى على العرض طابعًا مشوقًا وغامضًا يعكس طبيعة الفيلم.
في 12 يونيو 2024، كشف بيت دوكتر، كبير مسؤولي الإبداع في شركة بيكسار، أن دومي شي، مخرجة فيلم "الباندا الأحمر الكبير" (2022)، كانت تعمل على الفيلم. وقد أُعلن رسميًا عن توليها الإخراج خلال "حدث المعجبين D23" في 9 أغسطس 2024، إلى جانب المخرجة مادلين شرفيان، وذلك بعد مغادرة أدريان مولينا المشروع للتركيز على فيلم "كوكو 2" المقرر صدوره في عام 2029. ورغم انسحابه من مهام الإخراج، احتفظ مولينا باسمه ضمن اعتمادات الفيلم كمخرج.

### اختيار الطاقم
في 9 سبتمبر 2022، خلال "معرض D23"، أُعلن عن اختيار أمريكا فيريرا ويوناس كيبريب لأداء الأدوار الصوتية الرئيسية لشخصيتي أولغا سوليس وابنها إليو، على التوالي. في 13 يونيو 2023، ومع إصدار المقطع الدعائي والملصق الأول للفيلم، انضمت جميلة جميل وبراد جاريت إلى طاقم الأداء الصوتي. لاحقًا، في 9 أغسطس 2024، صرّح بيت دوكتر أن فيريرا انسحبت من المشروع بسبب تضارب المواعيد، مع الإشارة إلى أن بعضًا من أدائها لا يزال ظاهرًا في المقطع الدعائي الأول. نتيجة لذلك، أُعيدت كتابة شخصية أولغا لتصبح عمة إليو بدلًا من والدته، وتم استبدال فيريرا بـزوي سالدانا في الأداء الصوتي. وفي 21 نوفمبر 2024، ومع إصدار المقطع الدعائي الثاني والملصق الرسمي، انضم ريمي إدجيرلي وشيرلي هندرسون إلى فريق التمثيل الصوتي، ليؤديا شخصيتي جلوردون وأوو، على التوالي.

## الموسيقى
في 21 نوفمبر 2024، أُعلن أن روب سيمونسن سيقوم بتأليف الموسيقى التصويرية للفيلم.

## الإصدار
من المقرر أن يصدر الفيلم في دور العرض السينمائي في الولايات المتحدة بواسطة شركة والت ديزني ستوديوز موشن بيكشرز تحت شعار أفلام والت ديزني في 20 يونيو 2025. كان من المقرر في الأصل إصداره في 1 مارس 2024، إلا أنه في 27 أكتوبر 2023 أُجل موعد الإصدار إلى 13 يونيو 2025. أوضح بيت دوكتر في 9 أغسطس 2024 أن أسباب هذا التأجيل تعود إلى إضراب نقابة ممثلي الشاشة (SAG-AFTRA) في عام 2023، إلى جانب تغييرات في القيادة ومشاريع أخرى في استوديوهات بيكسار. قُرر في 14 فبراير 2025 تأجيل إصدار الفيلم مجددًا لمدة أسبوع واحد لتجنّب التنافس المباشر مع فيلم كيف تروض تنينك.

### التسويق
بعد الإعلان عن مشروع "إليو"، أصدرت شركة بيكسار أول رسمة فنية تصورية للفيلم في 9 سبتمبر 2022، والتي لاقت ردود فعل إيجابية، حيث وصفها جوشوا ماير من موقع "/فيلم" بأنها تمثل "نوع القصص الجديدة والأصلية التي بنت عليها بيكسار علامتها التجارية". أُصدر في 13 يونيو 2023 أول مقطع دعائي للفيلم حيث تضمن استخدام أغنية "شعور جيد" للمغني أوستن فرينش، وكشف عن جوانب من شخصية إليو، الصبي المنطوي الموهوب فنّيًا، والذي يجد نفسه فجأة ممثلًا للبشرية بين كائنات فضائية غريبة. أشار إيثان أندرتون من "/فيلم" إلى أن ما يضفي طابعًا ساحرًا على الفيلم هو أن إليو ليس واثقًا من نفسه، ولكنه قد يجد فرصة للتواصل الحقيقي في هذا العالم الفضائي بعيدًا عن ضغوط المجتمع البشري. أما باولي بويسو من موقع "لوبر"، فعلق بأن الفيلم لا يكشف الكثير عن حبكته، لكنه يبدو "رائعًا ومثيرًا للاهتمام".
أُصدر المقطع الدعائي الثاني للفيلم في 21 نوفمبر 2024، كاشفًا عن تغييرات بصرية وموضوعية جديدة، بما في ذلك الشعار الجديد للفيلم، ورافقه استخدام أغنية "مثل هذه المرتفعات العظيمة" من فرقة "ذا بوستال سيرفيس". لفت هذا المقطع الانتباه إلى الأبعاد الجمالية للعمل، حيث أشار جولي وتي جيه من موقع " بيكسار بوست" إلى أن الفيلم "أجرى مقارنات بصرية مع أفلام بيكسار السابقة مثل كوكو ووول-اي والبحث عن نيمو، من خلال الشخصيات الملوّنة، والحركة، والإضاءة المبهرة". أُصدر في 19 مارس 2025 مقطع دعائي رسمي أطول، تضمن الكشف عن مزيد من تفاصيل الحبكة والعوالم التي سيستكشفها إليو خلال رحلته عبر الكون.

## الاستقبال

### شباك التذاكر
اعتبارًا من 17 يوليو 2025، حقق فيلم إليو إيرادات بلغت 66.9 مليون دولار في الولايات المتحدة وكندا، و53.8 مليون دولار في مناطق أخرى، بإجمالي 120.7 مليون دولار عالميًا.
في الولايات المتحدة وكندا، عُرض فيلم إليو بالتزامن مع بعد 28 عاما، وكان من المتوقع في البداية أن يحقق حوالي 30 مليون دولار من 3750 دار عرض في عطلة نهاية الأسبوع الافتتاحية. حقق الفيلم 9 ملايين دولار في يومه الأول، بما في ذلك 3 ملايين دولار من عروض يومي الأربعاء والخميس، مما أدى إلى خفض التوقعات إلى ما بين 20 و22 مليون دولار. حقق الفيلم إيرادات بلغت 21 مليون دولار في أول عرض له، ليحتل المركز الثالث خلف فيلمي كيف تروض تنينك وبعد 28 عاما، ليصبح بذلك أقل فيلم في تاريخ بيكسار من حيث إيرادات عطلة نهاية الأسبوع الافتتاحية. عزا أنتوني داليساندرو وباميلا ماكلينتوك من هوليوود ريبورتر الافتتاحية المنخفضة إلى المنافسة من فيلمي كيف تروض تنينك وليلو وستيتش (2025). كما أقر داليساندرو وماكلينتوك وريبيكا روبين من فارايتي بتحدي النجاح الذي تواجهه أفلام بيكسار الأصلية في شباك التذاكر خلال فترة ما بعد جائحة كوفيد-19، على الرغم من أنهم لاحظوا أن الفيلم قد يظهر قوة البقاء في الأسابيع اللاحقة، على غرار فيلم مدينة العناصر (2023) من إنتاج بيكسار. حقق الفيلم إيرادات بلغت 10.4 مليون دولار أمريكي في عطلة نهاية الأسبوع الثانية، مسجّلًا انخفاضًا بنسبة 50% مقارنة بأسبوعه الافتتاحي، مع بقائه في المركز الثالث على مستوى شباك التذاكر. بعد أن حقق الفيلم 4 ملايين دولار إضافية في عطلة نهاية الأسبوع الرابعة، وتجاوز حاجز 100 مليون دولار عالميًا بعد شهر من إطلاقه، صرّحت ريبيكا روبين من مجلة فارايتي أن الفيلم سينتهي به الأمر ليكون "خسارة مالية كبيرة لشركتي ديزني وبيكسار".

### الآراء النقدية
على موقع تجميع المراجعات روتن توميتوز، حصل الفيلم على تقييم إيجابي بنسبة 82% استنادًا إلى 211 مراجعة نقدية. وجاء في خلاصة تقييمات الموقع: "إليو، بدفعٍ من موضوعه حول بناء الثقة بالنفس، يُقدّم عالماً تخيليًا زاخرًا بابتكارات أصلية في إطارٍ كوني مبهر، ليُشكّل إضافة جديدة مدهشة إلى أعمال بيكسار." أما موقع ميتاكريتيك، الذي يعتمد على المتوسط المرجّح لتقييمات النقاد، فقد منح الفيلم درجة 66 من أصل 100 بناءً على 40 مراجعة، وهو ما يشير إلى "مراجعات إيجابية عمومًا". أعطى الجمهور الذي اُستطلع رأيه بواسطة سينما سكور الفيلم تقييمًا متوسطًا "A" على مقياس من A+ إلى F، بينما أعطاه الذين اُستطلع رأيهم بواسطة بوست تراك تقييمًا إيجابيًا إجماليًا بنسبة 83%، مع قول 59% أنهم يوصون بالفيلم بالتأكيد.

## روابط خارجية
- مقالات تستعمل روابط فنية بلا صلة مع ويكي بيانات